# X-подібний двигун

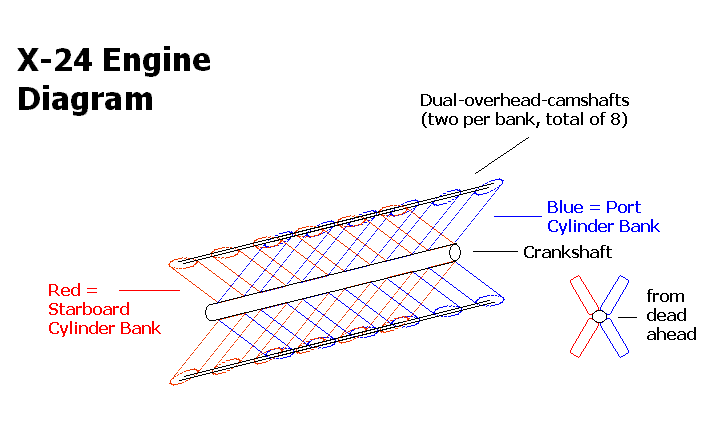
Спрощена конструктивна схема X-подібного двигуна у виконанні Х-24

X-поді́бний двигу́н (англ. X engine) — конфігурація поршневого двигуна внутрішнього згоряння, з чотирма рядами циліндрів, розташованих у поперечному перерізі у формі літери X з колінчастим валом у центрі. Тобто, циліндри розташовані з чотирьох боків і урухомлюють спільний колінчастий вал.
Ця конструкція зустрічається дуже рідко, в основному через відносно більшу вагу і складність реалізації порівняно з радіальними двигунами, хоча вона є компактнішою (при однаковій кількості циліндрів) порівняно з V-подібними двигунами і всебічно динамічно врівноваженою. В X-подібному компонуванні відпадає потреба у встановленні балансира для зниження вібрації, як це у випадку з рядним і V-подібним розташуванням циліндрів так як кожна пара циліндрів врівноважує одна одну під час роботи.
Більшість видів Х-подібних двигунів застосовувалися за часів Другої світової війни. Вони розроблялись для великих військових літаків. Зазвичай, такі двигуни мали 24 циліндри і зазвичай ґрунтувалися на конструкції 12-циліндрового V-подібного двигуна.

## Різновиди
Існує декілька компонувальних різновидів Х-подібних двигунів:
- симетричний (хрестоподібний) — циліндри розташовані рядами навколо конічного вала під прямим кутом між рядами
- власне Х-подібний — циліндри утворюють дві симетричні V-подібні пари під кутами 120°/60° і 300°(-60°)/240°(-120°)
- Y-подібний (лише чотирициліндровий) — циліндри розташовані відносно колінчастого вала під кутами 90°/45°/(-90)270°/145°)

Симетричний 90°/90°/90°/90°
Х-подібний 120°/60°/120°/60°
"Y"-подібний 45°/45°/135°/135°

## Деякі приклади Х-подібних двигунів

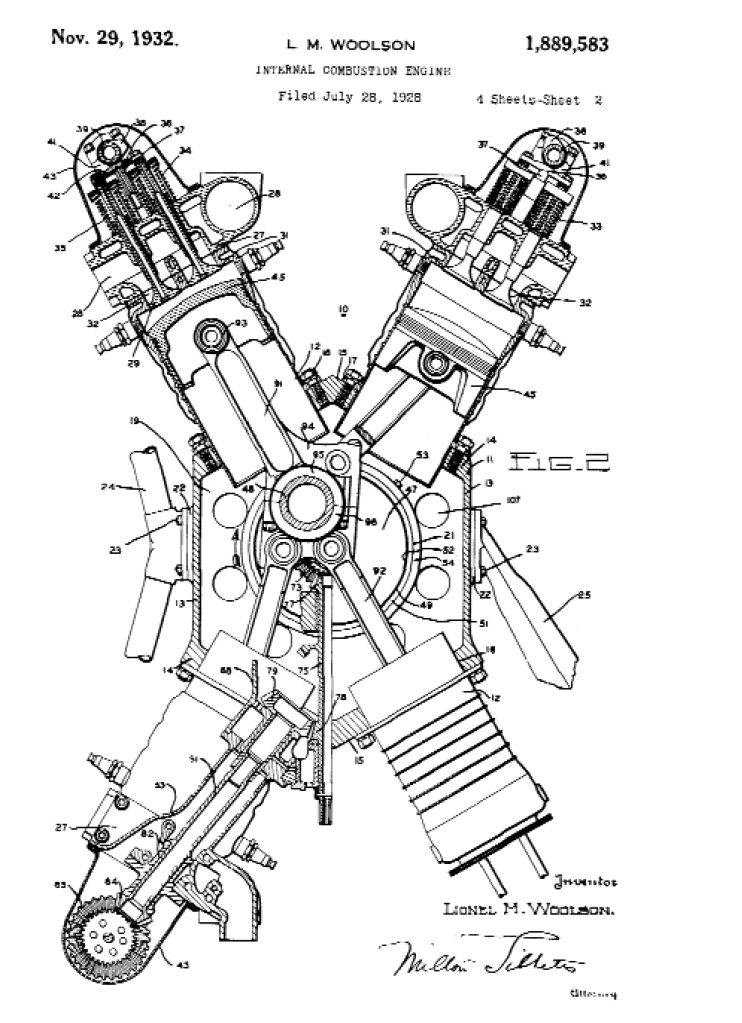
Х-подібний двигун — патент США № 1889583 (Зареєстровано у 1928 році)

Відомо, що лише дві розробки X-подібних двигунів, які дійшли до серійного виробництва. Першим з них був у 1939—1942 роках «Rolls-Royce Vulture», 42-літровий авіаційний двигун X-24, створений на базі спарених двигунів «Rolls-Royce Peregrine V12». «Rolls-Royce Vulture» короткочасно використовувався у важкому бомбардувальнику «Avro Manchester», але через відмови двигунів його замінив «Avro Lancaster» (з двигунами «Rolls-Royce Merlin V12»).
Другим серійним X-подібним двигуном є двигун 12Н360 потужністю 1500 к.с. у виконанні X-12, що використовується на російській танковій платформі «Армата».
Інші приклади розробок X-подібних двигунів:
- Компанія «Форд» у 1920-х роках використовувала прототип двигуна X-8, котрий привів в остаточному підсумку до появи лінійки двигунів з боковим розташуванням клапанів[en][4][5]
- Двигун «Даймлер-Бенц DB 604[en]», що розроблявся для проекту «Bomber B[en]» на замовлення Військово-повітряних сил Третього Рейху. Розробку було заморожено.
- Двигун, розроблений під керівництвом В. Добриніна для стратегічного бомбардувальника Ту-85.
- Був одним з варіантів двигуна на прототипі винищувача «Hawker Typhoon», однак перевагу було віддано модифікації з H-подібним двигуном.
- Двигун «Rolls-Royce Exe[en]», прототип двигуна з повітряним охолодженням із золотниковим газорозподілом.
- Компанія Хонда повідомила, що проводила експерименти з двигунами у виконання X-32 у 1960-х роках для своїх силових установок в автомобілях Формули 1, але припинила розробки через складність і ненадійність конструкції.
- У 2006—2010 роках австралійською дослідницькою компанією «Revetec Holdings Ltd» розроблялись експериментальні бензинові двигуни «Revetec X4v1» та «Revetec x4v2 X-4»[6].